# Vindelle
Vindelle is een gemeente in het Franse departement Charente (regio Nouvelle-Aquitaine) en telt 866 inwoners (1999). De plaats maakt deel uit van het arrondissement Angoulême.

## Geografie
De oppervlakte van Vindelle bedraagt 11,0 km², de bevolkingsdichtheid is 78,7 inwoners per km².
De onderstaande kaart toont de ligging van Vindelle met de belangrijkste infrastructuur en aangrenzende gemeenten.

## Demografie
Onderstaande figuur toont het verloop van het inwonertal (bron: INSEE-tellingen).

## Externe links

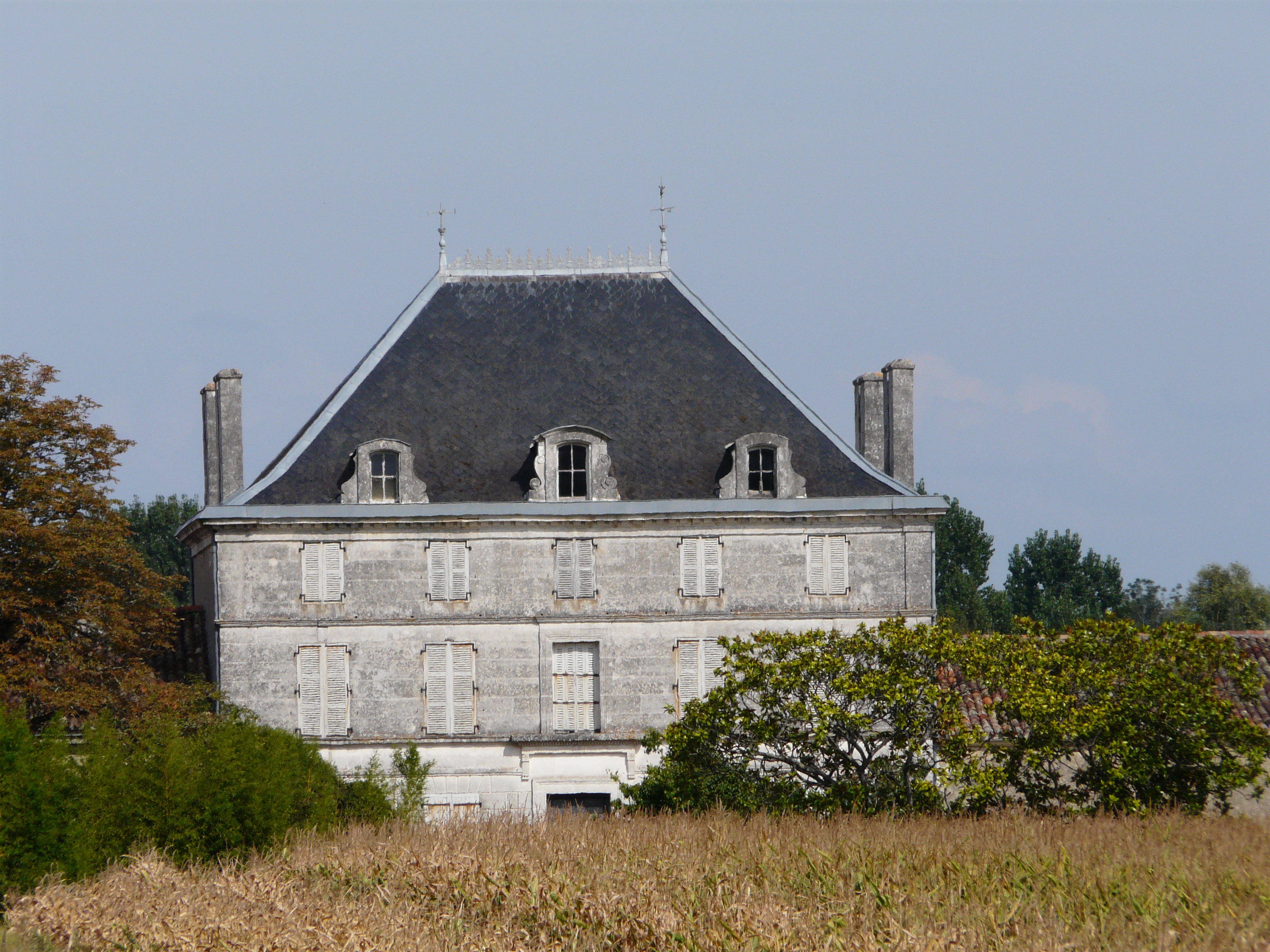
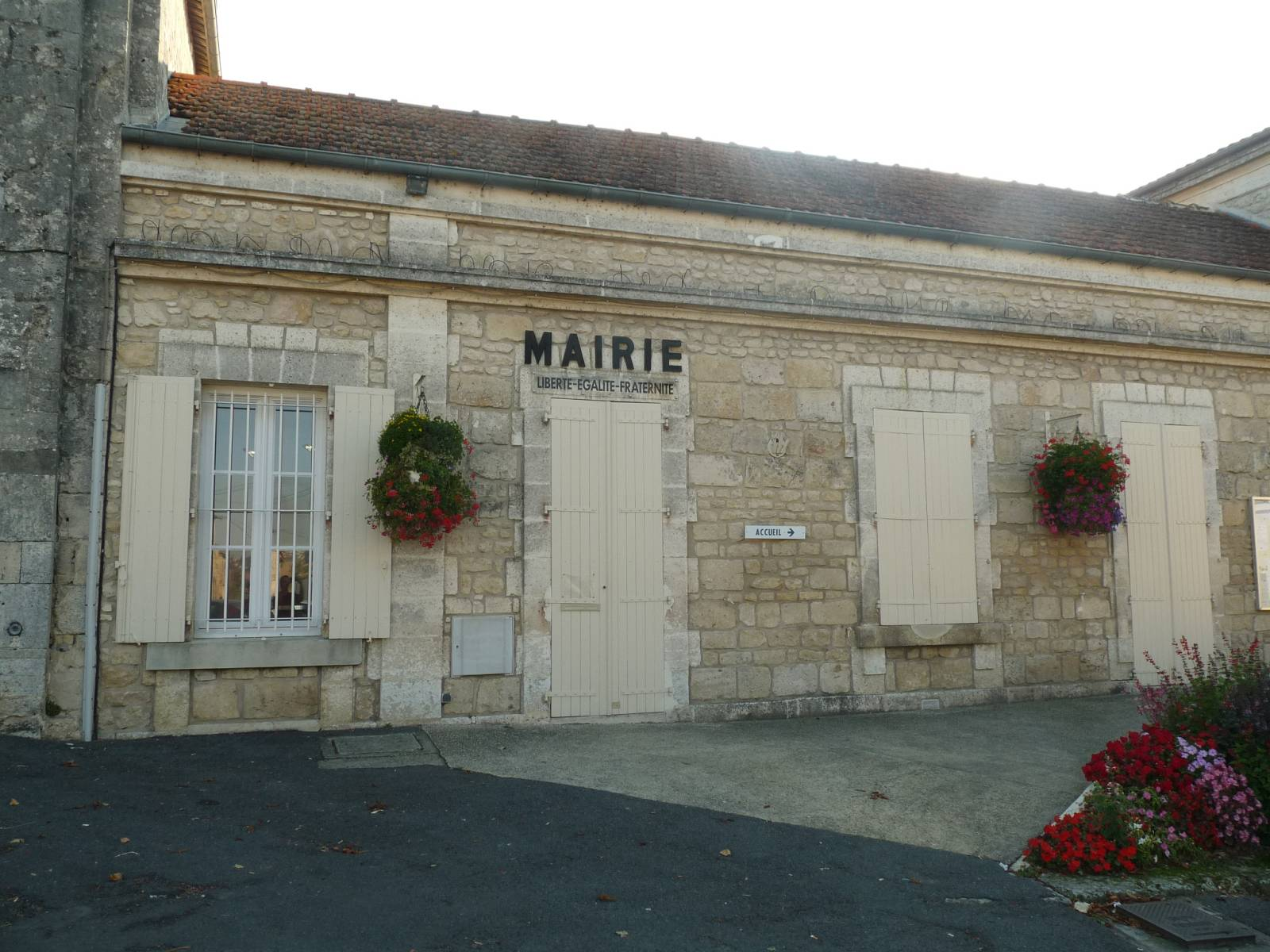
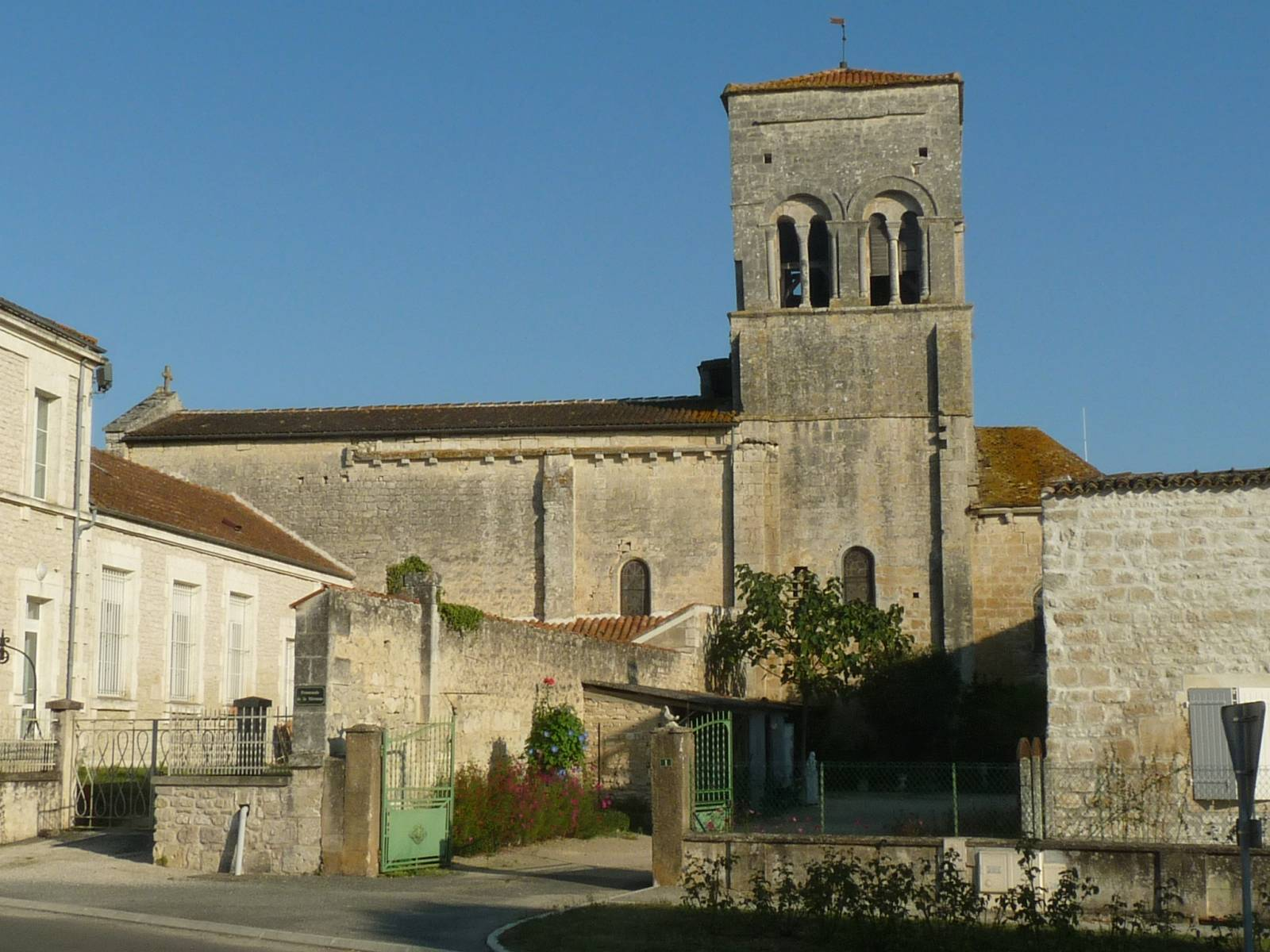
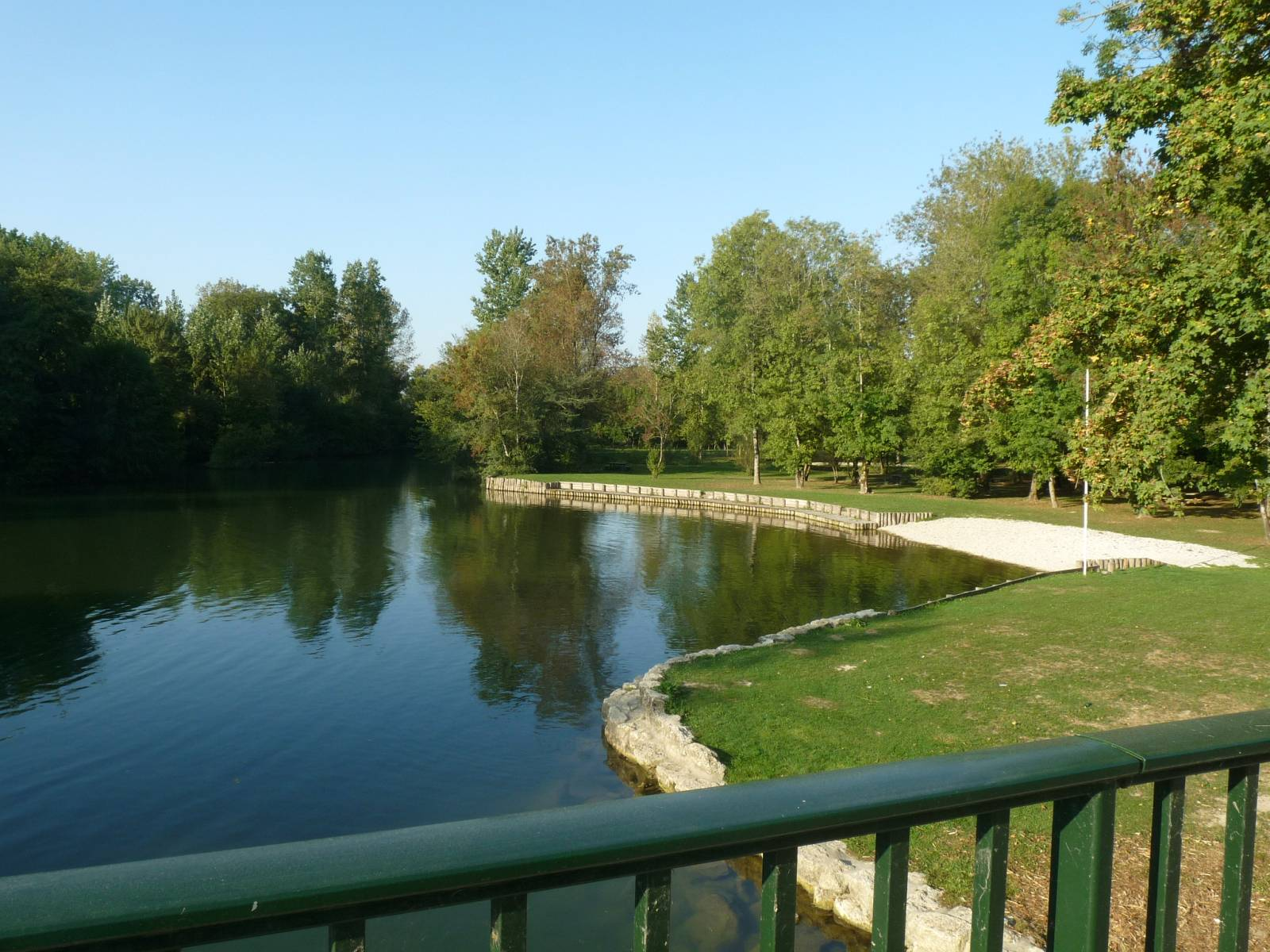
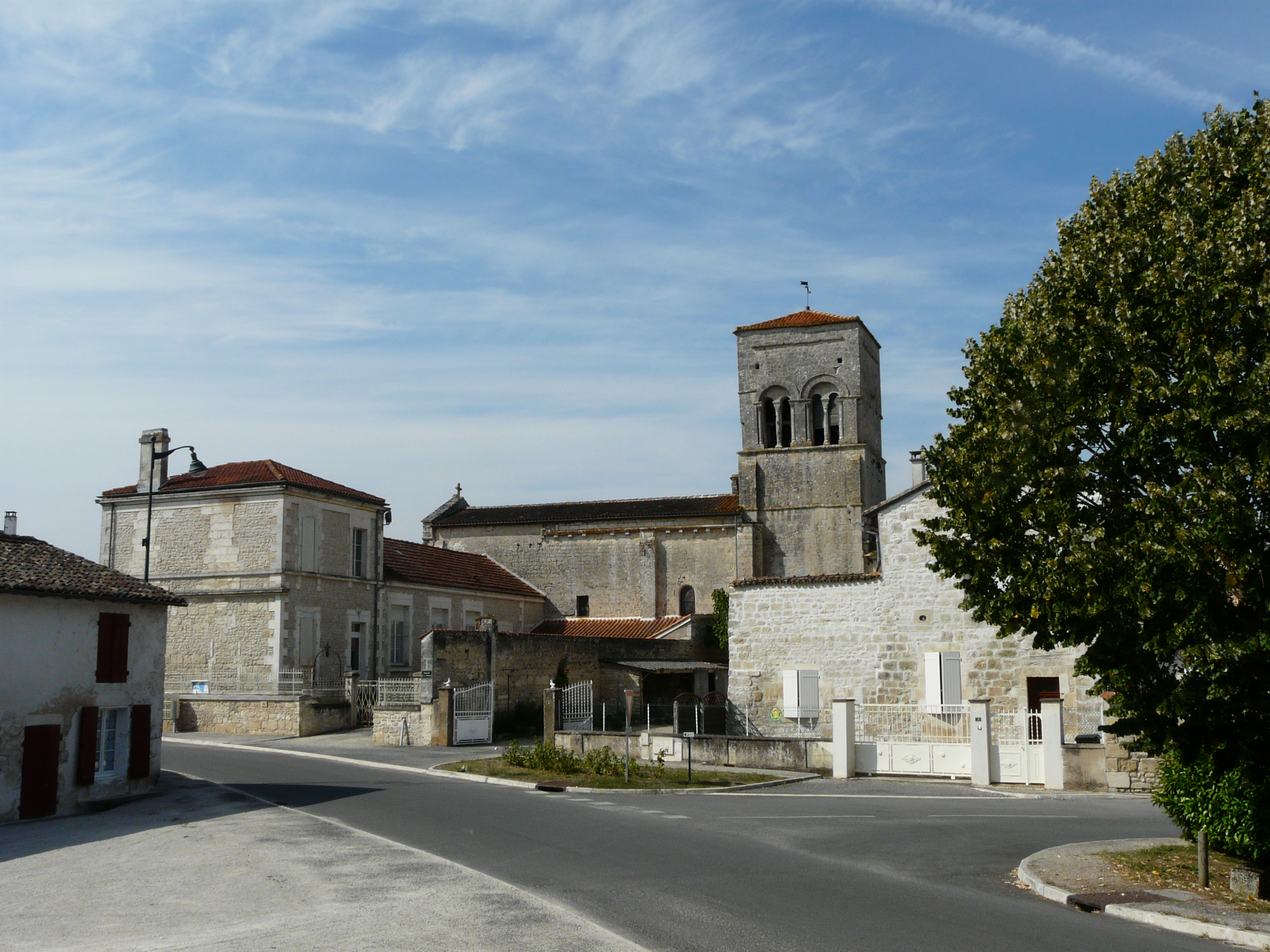